# 津市立橋北中学校

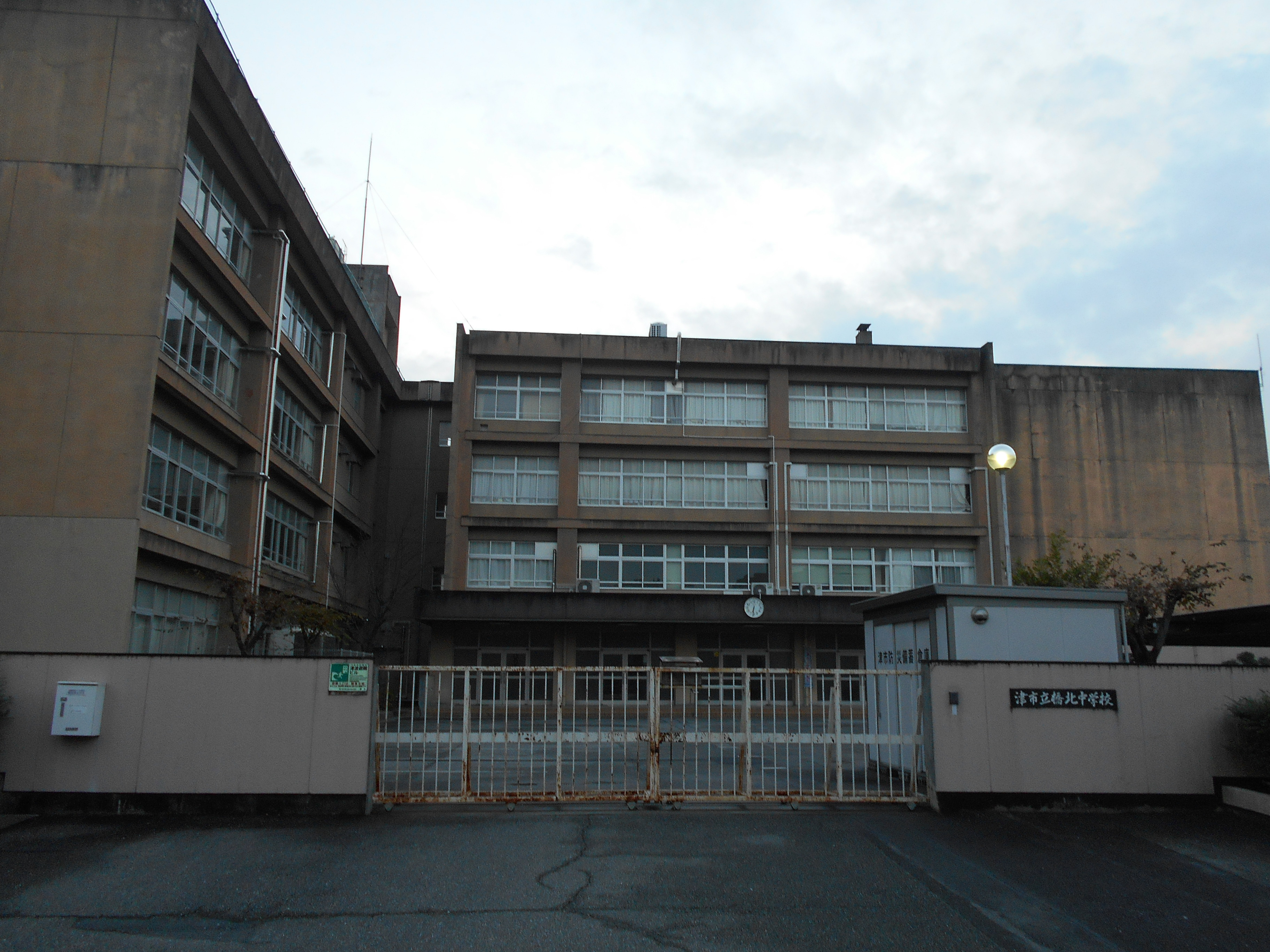

津市立橋北中学校（つしりつきょうほくちゅうがっこう）は、三重県津市にある公立中学校。生徒数は約580人。

## 概要
学校名は、津市の中心を流れる志登茂川と安濃川（塔世川）のうち後者の北側に位置していることに由来する。
大部分の生徒が津市立西が丘小学校、津市立南立誠小学校、津市立北立誠小学校、一部の生徒が津市立養成小学校から進学している。

### 所在地
〒514-0003　三重県津市桜橋2-38-1

### 交通
- 津駅より徒歩10分

## 沿革
- 1947年
  - 4月15日 - 開校
  - 5月5日  - 津市立励精商業校（現・三重県立津商業高等学校）内にて開校式挙行、校章制定
  - 11月26日 - 下部田の津市立立誠小学校旧校舎に移転
- 1948年
  - 5月13日 - 非常措置学校再配備により立誠小学校校舎（桜橋）と配置転換、現在の場所になる
  - 5月14日 - 橋北地区及び橋南地区の一部旧制中学校3年生を編入
  - 5月20日 - 旧制中学校よりの編成入学式を挙行
- 1949年3月15日 - 第1回卒業式を挙行（卒業生286名）
- 1954年7月16日 - 南校舎2校舎増築
- 1955年
  - 7月28日 - 津市内の海岸で水泳訓練中の女子生徒36名が死亡する水難事故が発生（橋北中学校水難事件）
  - 8月1日 - 当校校庭にて学校葬が行われる（主催：津市教育委員会）

この年以降、毎年8月6日に岩田川にて慰霊祭が行われている
- 1956年 - 校歌制定
  - 7月18日 - 校地北側に理科・家庭科室を増築
- 1957年6月4日 - 4教室を増築
- 1961年
  - 5月25日 - 用務員室を移転改築
  - 7月3日 - 2教室を増築
  - 9月25日 - 4教室・北玄関を増築
- 1962年
  - 8月20日 - 技術室を移転改築
  - 12月25日 - 職員室・事務室・2教室を増築
- 1965年1月5日 - 新校舎が増築落成
- 1968年3月5日 - 体育館が新築落成
- 1969年11月30日 - プールが完成
- 1977年3月12日 - 現在の校舎となる新館A・B棟が落成、移転が完了
- 1978年3月25日 - 技術棟の空調設備工事が完了
- 1979年8月24日 - C棟が完成、移転が完了、現在の校舎へ完全移行
- 1981年
  - 3月25日 - クラブ室が完成、移転が完了
  - 4月1日 - 西が丘小学校校区を本校学区に変更、難聴学級を新設する
- 1982年1月30日 - 県道側に防音壁が完成
- 1985年9月10日 - 野外水洗便所が設置
- 1986年8月24日 - C棟南側に防球ネットが完成
- 1988年4月30日 - 体育館の改築工事竣工式を挙行
- 1989年4月30日 - 運動場への排水設備工事が完了
- 1990年
  - 1月20日 - 鉄筋クラブハウス2棟を新築
  - 3月15日 - プールの改修工事が完了
- 1992年
  - 4月 - 運動場東側に防球ネットが完成、放送設備の整備が完了
  - 9月 - 学校週5日制により、毎月第二土曜日が休業となる
- 1993年5月5日 - 学校週5日制（文部省研究指定校）により、橋北地区の幼稚園・小学校・中学校は毎月第2・4土曜日が休校となる
- 1996年･1997年 - 文部省指定英語科ティームティーチング研究事業
- 1996年8月 - 浄化槽、高架水槽改修工事が完了
- 1997年
  - 6月 - プール改修（塗装）工事が完了
  - 8月 - 正面玄関改修工事が完了
- 1997年～1999年頃 - 制服が、開校以来のデザイン（男子は学ラン、女子はセーラー服）から現在のデザイン（ブレザータイプ）に移行
- 2001年
  - 8月 - B棟2階～4階に手洗い場を設置
  - 12月 - A棟1階カウンセリング室（間仕切り）が完成
- 2002年
  - 1月 - 受水槽改修工事が完了
  - 4月1日 - 完全学校週5日制が実施される
  - 11月6日・11月7日 - 特色ある学校づくり推進事業研究成果発表会
- 2003年8月 - 職員室空調設備工事が完了
- 2005年
  - 5月 - 職員男子トイレに洋式便器が設置される
  - 9月 - 運動場砂場の木枠が完成、耐震調査が行われる
- 2006年9月 - 教育用パソコン41台の入れ替えを行う
- 2007年
  - 5月 - 2階A棟女子トイレに洋式便器が設置される
  - 12月 - 正面玄関に自動体外式除細動器（AED）を設置
- 2009年10月15日 - 高円宮妃を迎えて、青少年赤十字（JRC）報告会を挙行
- 2010年9月 - 校舎A棟の耐震補強工事・A棟トイレの改修工事
- 2011年
  - 9月 - 学校給食（運営は津市中央給食センター）が開始
  - 10月 - 校舎B棟・C棟の耐震補強工事、C棟トイレ改修工事が完了
- 2012年1月 - 体育館窓ガラス飛散防止フィルムの貼り付け
- 2014年
  - 3月 - C棟から体育館へのスロープを設置
  - 4月 - A棟・B棟・C棟の階段に手すりを設置
- 2017年1月 - 一部の特別教室を除き、各教室への空調設備工事が完了する

## 部活動
運動部
- 野球部
- バスケットボール部（男・女）
- バレー部（女）
- ソフトテニス部（男・女）
- 陸上部
- サッカー部
- 剣道部
- 卓球部

文化部
- 吹奏楽部
- PC部
- 美術部

## 校章
開校当時に当校職員であった武野四郎によって考案された。

## 校歌
開設直後は校歌はなかったが、1955年7月28日に発生した橋北中学校水難事件を受け、事件の収拾のために異動した音楽教師の伊東巧が作曲、社会科教師の樋田清砂が作詞した。事件以来、落ち込んでいた生徒たちを励ます目的で事件の翌年の卒業式に向けて作られた。
現在でもこの校歌は使われており、2018年3月の創立70年目の卒業式では、アレンジによって、初めて混声三部合唱で歌われた。

## 出身人物
- 加藤佳子（日本画家）
- 粉川真一（宮崎放送アナウンサー）
- 川崎貴弘（プロ野球選手、津市消防本部消防吏員）
- 千葉和彦（サッカー選手）
- 中村安希（作家）
- 西岡良仁（プロテニス選手）
- 今井智大（元同人作家）
- 森寛弘（実業家）
- 落合恭兵（バスケットボール選手）
- 岡村真[1]